# The Lakes
The Lakes – jednostka osadnicza w Stanach Zjednoczonych, w stanie Minnesota, w hrabstwie Murray.